# Nová Vráž
Nová Vráž je vesnice, část obce Vráž v okrese Písek v Jihočeském kraji. Nachází se asi 1,5 kilometru severně od Vráže. Je zde evidováno 53 adres. V roce 2011 zde trvale žilo 81 obyvatel.
Nová Vráž leží v katastrálním území Vráž u Písku o výměře 7,38 km².

## Historie
První písemná zmínka o vesnici pochází z roku 1854.

## Obyvatelstvo
| Rok            | 1869 | 1880 | 1890 | 1900 | 1910 | 1921 | 1930 | 1950 | 1961 | 1970 | 1980 | 1991 | 2001 | 2011 | 2021 |
| -------------- | ---- | ---- | ---- | ---- | ---- | ---- | ---- | ---- | ---- | ---- | ---- | ---- | ---- | ---- | ---- |
| Počet obyvatel | 169  | 176  | 138  | 138  | 140  | 121  | 146  | 138  | 173  | 142  | 91   | 85   | 84   | 81   | 71   |
| Počet domů     | 23   | 25   | 21   | 19   | 22   | 20   | 31   | 37   | 37   | 38   | 35   | 39   | 49   | 50   | 48   |

## Galerie

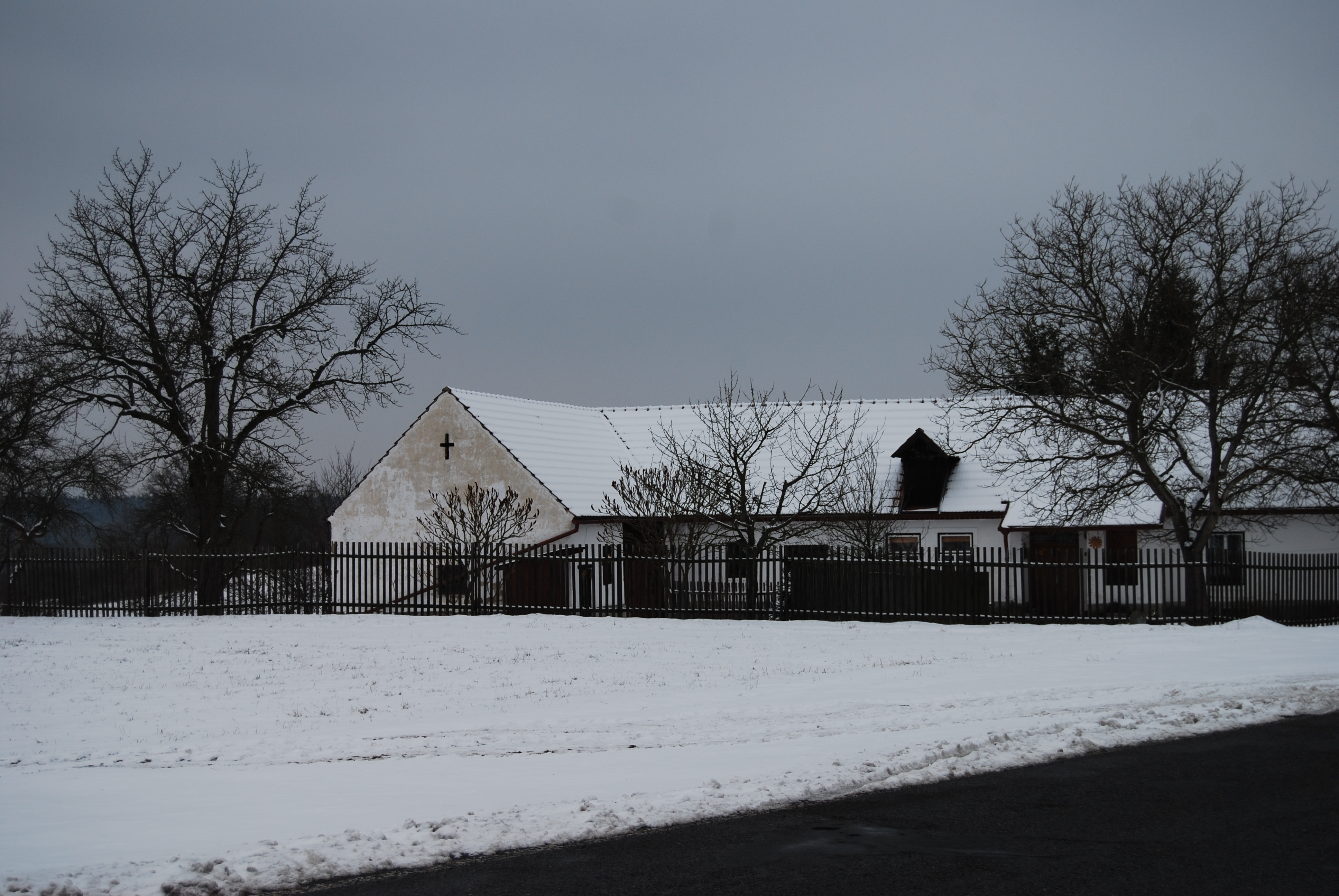
Dům ve vesnici
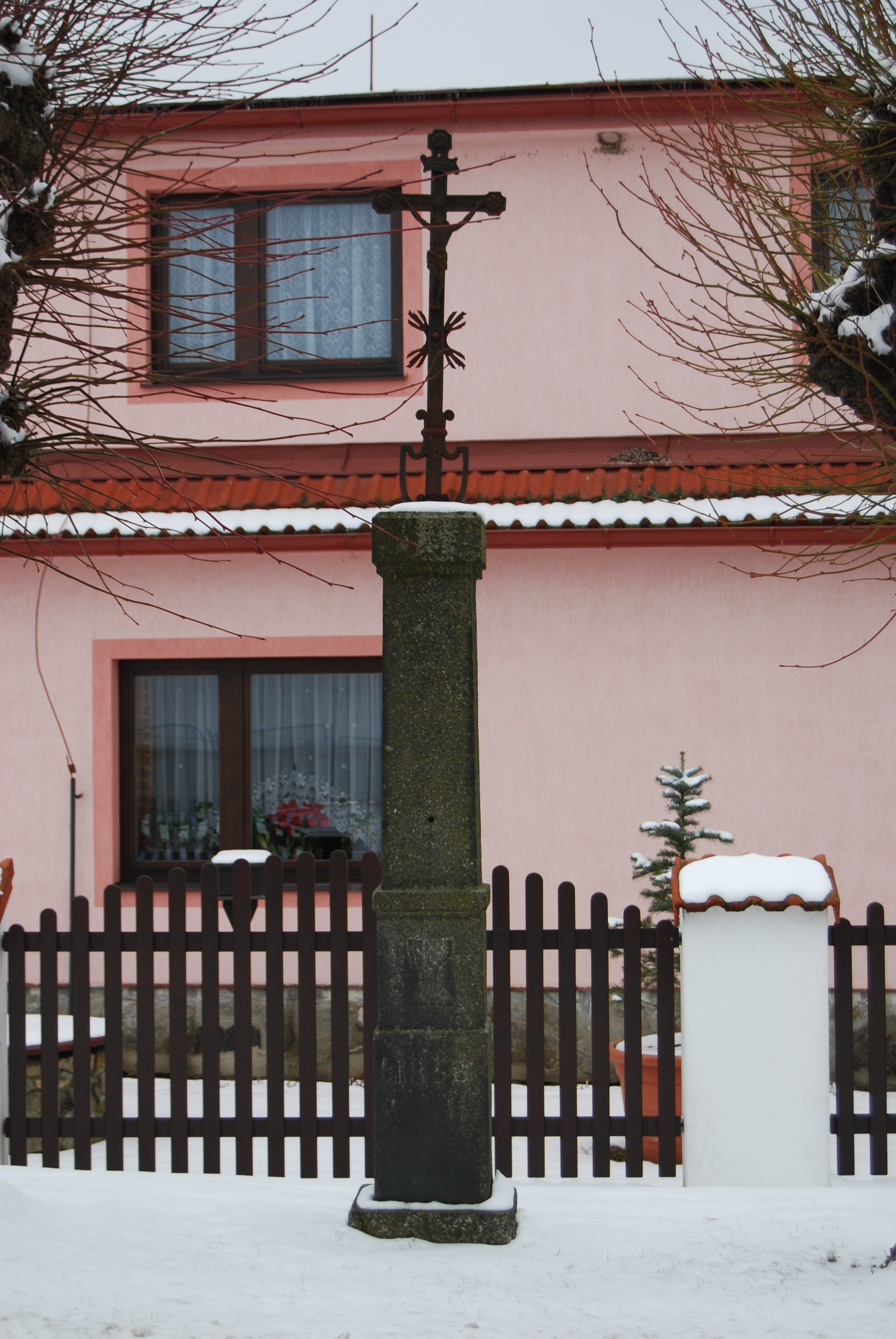
Kříž u domu čp. 29
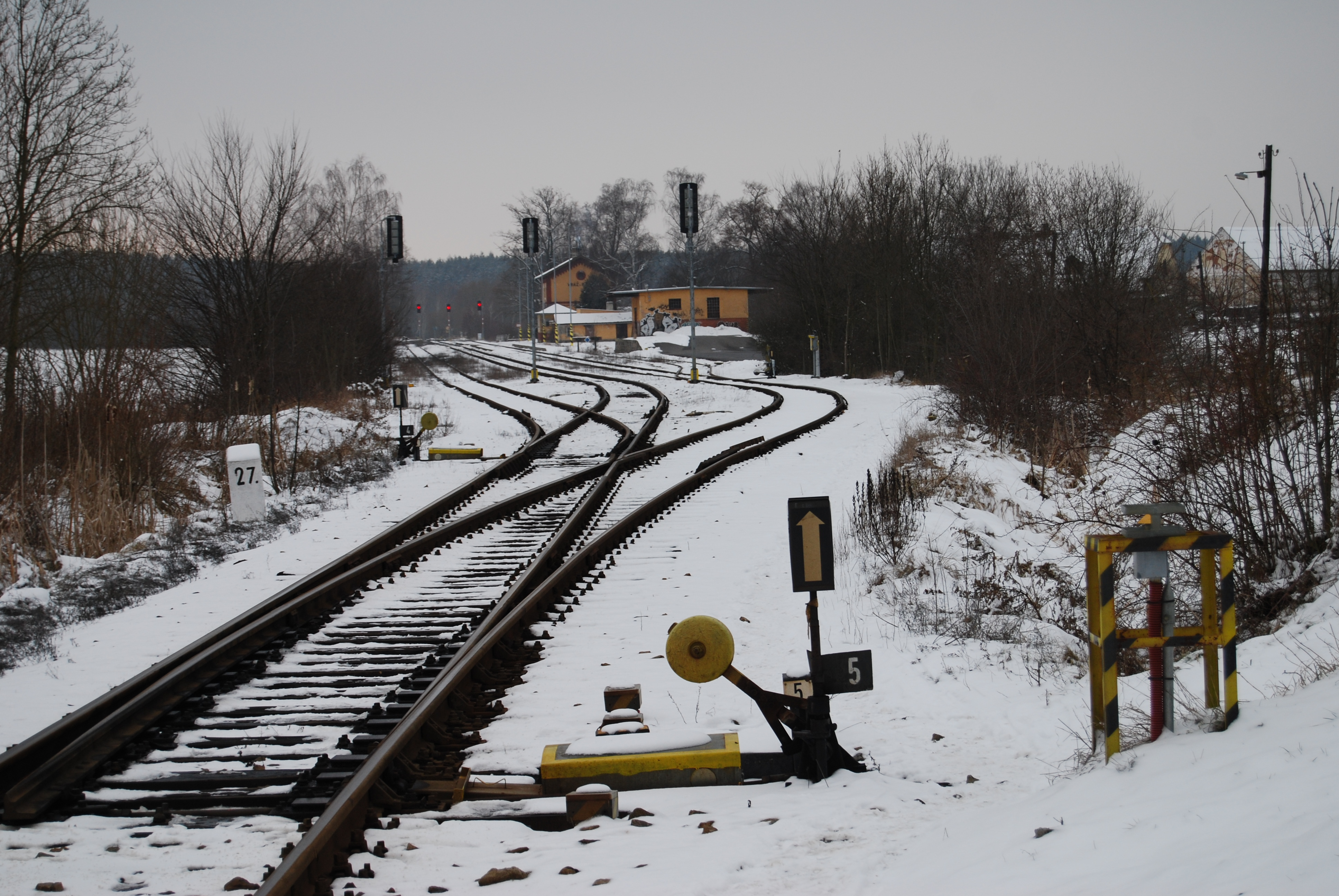
Nádraží